# هاري لوندال
هاري لوندال (بالسويدية: Harry Lundahl)‏ (16 أكتوبر 1905 - 1988) لاعب كرة قدم سويدي راحل كان يجيد اللعب في خط الهجوم.
لعب طوال مسيرته الرياضية في أندية دروت (1917-1927) هيلسينغبورغ (1927-1931) إسكيلستونا (1931-1935) هيلسينغبورغ (1937-1938).
مثل منتخب السويد في 14 مباراة مسجلا 13 هدف (1928-1934). شارك مع منتخب السويد في بطولة كأس العالم 1934 في إيطاليا حيث خرج من الدور الربع النهائي.
تولى تدريب أندية مالمو بي آي (1935-1937) مالمو (1937-1941) منتخب السويد (1940-1941).

## وصلات خارجية
- هاري لوندال على موقع اتحاد السويد (السويدية)
- هاري لوندال على موقع قاعدة بيانات كرة القدم.إي يو (الإنجليزية)
- هاري لوندال على موقع ناشيونال فوتبول تيمز (الإنجليزية)
- هاري لوندال على موقع عالم كرة القدم.نت (الإنجليزية)

- سيرة ذاتية